# Trivolzio
Trivolzio – miejscowość i gmina we Włoszech, w regionie Lombardia, w prowincji Pawia.
Według danych na rok 2004 gminę zamieszkiwało 1201 osób, 400,3 os./km².